# Немов, Роберт Семёнович
Ро́берт Семёнович Не́мов (в публикациях до 1978 года Роберт Семхович Вайсман; род. 7 мая 1941, Гомель) — советский и российский психолог. Доктор психологических наук, академик и член-корреспондент Академии педагогических и социальных наук и Международной академии психологических наук (1996), специалист по проблемам социальной психологии и психологии личности, профессор кафедры общей и практической психологии МГГУ им. Шолохова, профессор Института русского языка им. А. С. Пушкина (1989—1996), профессор кафедры общей и практической психологии института специального образования и психологии МГПУ (с 1996).

## Биография
Родился 7 мая 1941 года в семье участника Великой Отечественной войны, гвардии майора Семхи Мордковича Вайсмана (1914, Балта — 2004, Орск). 
После окончания школы учился в Орском индустриальном техникуме на направлении «обработка металла фрезером».
Потом поступил в МГУ и с отличием окончил психологический факультет по специальности «Психолог. Преподаватель психологии» (1972). Автор более 120 научных публикации, среди них: учебники для вузов (учебник «Психология»), учебные пособия.
Стиль и характер преподавания Роберта Семёновича всегда отличают последовательность, логичность и жизненность приводимых им примеров. Большинство студентов единодушно отмечают лояльность и справедливость Роберта Семёновича в вопросах оценки знаний студента и сдачи экзаменов и зачётов.
Дочь - Алтунина Инна Робертовна, доктор психологических наук, окончила МГУ им. Ломоносова, затем стала профессором кафедры Психологии психологического факультета НОУ ВПО МПСУ, в настоящее время работает в РГГУ, и в соавторстве с отцом, имеет много научных публикаций по психологии, кроме того, она ведёт активную преподавательскую деятельность.

## Публикации
- Основы психологического консультирования
- Практическая психология
- Психология (3 книги)